# سيكوريو
سيكوريو (باليونانية: Συκούριο)‏ هي مدينة في لاريسا في مقاطعة ثيساليا في وسط اليونان.